# Communauté de communes Ardre et Tardenois
Die Communauté de communes Ardre et Tardenois ist ein ehemaliger französischer Gemeindeverband (Communauté de communes) im Département Marne in der Region Champagne-Ardenne. Er wurde am 10. September 1996 gegründet. Mit Wirkung vom 1. Januar 2014 fusionierte der Gemeindeverband mit der Communauté de communes du Châtillonnais und bildete so die neue Communauté de communes Ardre et Châtillonnais.

## Ehemalige Mitgliedsgemeinden
- Aougny
- Bligny
- Bouleuse
- Brouillet
- Chambrecy
- Chaumuzy
- Courtagnon
- Lagery
- Lhéry
- Marfaux
- Poilly
- Pourcy
- Romigny
- Sarcy
- Tramery
- Ville-en-Tardenois